# Macu-iuhupde
Os macu-iuhupdes, ou simplesmente iuhupdes, formam um povo indígena minoritário, com cerca de mil pessoas espalhadas em oito comunidades que habitam o noroeste do Brasil, nos afluentes da margem direita do Rio Tiquié até a região do Rio Apapóris chegando até a Colômbia. No Brasil, concentram-se nas Terras Indígenas de  Alto Rio Negro do município de São Gabriel da Cachoeira e Terra Indígena Rio Apapóris  no estado do Amazonas. 
São pescadores profissionais e agricultores incipientes, semi-nômades, idealmente patrilocais, patrilineares, etnicamente endogâmicos e organizados com base na proteção e subsistência. Apesar de tradicionalmente caçadores-coletores, com a aproximação dos grandes rios se adaptaram, tornando-se exímios pescadores, plantadores de mandioca e frutas, mantendo também a prática esporádica de caça e coleta. Sua base alimentar está nos derivados da mandioca e nos peixes. Sendo culturalmente semi-nômades, fazem frequentes incursões de pescaria pelos rios mais próximos, podendo durar semanas ou até meses.
Os casamentos ideais devem se dar entre clãs diferentes, tendo a prima cruzada bilateral como par ideal, portanto, praticam uma exogamia clânica. Mas sendo patrilineares podem casar-se as vezes com mulheres de outros povos da região, como os hupdás, já que os filhos sempre pertencerão à etnia do pai, por quem recebem a herança étnica. E, devido à patrilocalidade, geralmente é a mulher quem se desloca, passando a morar na comunidade do marido, ainda que esse faça roça com o sogro e mantenha frequentes contatos. Casamentos dentro do mesmo clã são proibidos, caracterizando-se incesto.
Mantêm sua religiosidade tradicional animista, tendo os benzimentos como uma das principais práticas xamãnicas, girando geralmente em torno da doença e da cura. Cosmologicamente, reconhecem sua origem em um local mítico referido como “Lago de Leite”, com uma subsequente dispersão dos clãs por vários rios da região.
No território brasileiro, sete das suas comunidades estão espalhadas pelos pequenos afluentes da margem direita do Rio Tiquié: igarapés Cucura, Castanha, Samaúma, Cunuri e Ira. São caracteristicamente pequenas, variando entre cinco e doze famílias (trinta a setena pessoas). No Rio Apapóris, há uma grande comunidade, com cerca de sessenta famílias, somando mais de duzentos e sessenta pessoas, sendo assim uma exceção do padrão cultural de ajuntamento e moradia.
Pertencem à família linguística conhecida popularmente como “macu”, formada pelos povos iuhupde, hupdá, dâw, nadëb, nadëb-do-rio-negro, kakua e nukak, também chamada de puinave, macu-puinave, uaupés-japurás, nadahup, macu-oriental, e, mais recentemente, guaviare-japurá. Sua complexa língua é totalmente preservada, caracteristicamente isolante e tonal, com alta incidência de glotalização e laringalização.
Na literatura linguística e etnológica, os iuhupdes têm sido chamados de yahup, yohup, yihup, juhup, yujup, yuhupde ou simplesmente yuhup. No entanto, sua autodenominação é yuhupdeh, palavra que significa “pessoas” (yuhup – “pessoa, gente” + deh – plural, coletivizador). Esse é o termo que no dia-a-dia é usado para identificar todos aqueles que falam sua língua e pertencem aos seus (pelos menos) catorze clãs. Tem-se, assim, referido ao povo com a palavra no plural e à língua com a palavra no singular, a língua yuhup.